# Покса
По́кса (рос. Покса) — річка в Кіровській області (Унинський район) та Удмуртії (Селтинський район), Росія, права притока Кирчми.
Річка починається на території Кіровської області, де протікає свої перші 2 км, біля самого кордону з Удмуртією. Русло спрямоване на південний схід. Впадає до Кирчми біля колишнього присілку Бібани.
Русло вузьке, долина широка, витоки знаходяться в болотистій місцевості. Береги повністю заліснені, заболочені. Приймає декілька дрібних приток, в нижній течії збудовано автомобільний міст.